# Octomeria ximenae
Octomeria ximenae är en orkidéart som beskrevs av Carlyle August Luer och Alexander Charles Hirtz. Octomeria ximenae ingår i släktet Octomeria och familjen orkidéer.
Artens utbredningsområde är Ecuador. Inga underarter finns listade i Catalogue of Life.